# Robin Leamy
Robin Walsh Leamy (Wellington, 27 de julho de 1934 — Auckland, 1 de janeiro de 2022) foi um prelado católico romano da Nova Zelândia, que serviu como sacerdote da Sociedade de Maria (maristas) em 21 de julho de 1958. Foi bispo de Rarotonga (1984-1996). Renunciou a essa sede em 8 de novembro de 1996. Na mesma data, foi nomeado bispo assistente e vigário geral de Auckland. Ele se aposentou dessa posição em 2009 após 14 anos de serviço.